# آویشن تالشی
آویشن تالشی (نام علمی: Thymus trautvetteri) نام یک گونه از سرده آویشن است.